# 공통 기원
공통 기원(共通 紀元, Common Era, CE)과 공통 기원전(Before the Common Era, BCE)은 세계에서 가장 널리 사용되는 달력 시대인 그레고리력(및 그 전신인 율리우스력)의 연도 표기법이다. 공통 기원과 공통 기원전은 같은 달력 시대에 사용된 원래 서력 기원(Anno Domini, AD)과 서력 기원전(Before Christ, BC) 표기법의 대안이다. 두 표기법은 숫자적으로 동일하다. "2024 CE"와 "AD 2024"는 각각 현재 연도를 설명한다. "400 BCE"와 "400 BC"는 같은 연도이다.

## 역사

### 속세 시대
속세 시대(Vulgar Era)

## 같이 보기
- 기원
- BCE (동음이의)
- 서력 기원(anno Domini (AD); before Christ (BC))
- 기원 (연대)